# József Viola
József Violak, noto anche col nome italianizzato Giuseppe Viola (Komárom, 10 giugno 1896 – Bologna, 18 agosto 1949), è stato un calciatore e allenatore di calcio ungherese, di ruolo centrocampista.
Il suo cognome venne italianizzato, per volere delle gerarchie fasciste, alla concessione della residenza e del passaporto italiano.

## Carriera

### Giocatore

Viola all'Atalanta nei primi anni 30

Per tre anni fu il centromediano della Juventus, dal 1924 al 1927, vincendo lo scudetto del 1926 in cui la squadra bianconera vinse le finali di Lega Nord alla terza gara (spareggio) contro il Bologna e prevalse per un totale di 12-1 su due gare contro l'Alba.
Compagno di squadra di un giovane Giuseppe Meazza all'Ambrosiana nel 1928-29, disputò nuovamente alla Juventus il primo campionato di Serie A prima di terminare la carriera da giocatore dall'Atalanta.

### Allenatore
Tecnico di lungo corso, cominciò a svolgere il compito con il ruolo di allenatore-giocatore con Spezia, Juventus, Ambrosiana ed Atalanta. Continuò in Serie A con il Milan, divenendo così il primo tecnico a guidare tutte le tre grandi del calcio italiano, come fino ad oggi accaduto solo ad altri due allenatori dopo di lui, Giovanni Trapattoni nel 1986 ed Alberto Zaccheroni nel 2010. Sfiorò poi lo scudetto con la Lazio nella stagione 1936-37, e infine dal 1940 al 1942 sedette sulla panchina del Livorno.
Al termine della seconda guerra mondiale, nel 1945 venne ingaggiato dal Genoa, incarico da cui venne sollevato l'11 marzo 1946, trovando nello stesso mese un nuovo incarico alla SPAL. In seguito fu allenatore del Bologna, del Vicenza e Como in Serie B.

## Statistiche

### Cronologia presenze e reti in nazionale
| Cronologia completa delle presenze e delle reti in nazionale ― Ungheria | Cronologia completa delle presenze e delle reti in nazionale ― Ungheria | Cronologia completa delle presenze e delle reti in nazionale ― Ungheria | Cronologia completa delle presenze e delle reti in nazionale ― Ungheria | Cronologia completa delle presenze e delle reti in nazionale ― Ungheria | Cronologia completa delle presenze e delle reti in nazionale ― Ungheria | Cronologia completa delle presenze e delle reti in nazionale ― Ungheria | Cronologia completa delle presenze e delle reti in nazionale ― Ungheria |
| Data                                                                    | Città                                                                   | In casa                                                                 | Risultato                                                               | Ospiti                                                                  | Competizione                                                            | Reti                                                                    | Note                                                                    |
| ----------------------------------------------------------------------- | ----------------------------------------------------------------------- | ----------------------------------------------------------------------- | ----------------------------------------------------------------------- | ----------------------------------------------------------------------- | ----------------------------------------------------------------------- | ----------------------------------------------------------------------- | ----------------------------------------------------------------------- |
| 2-5-1920                                                                | Vienna                                                                  | Austria                                                                 | 2 – 2                                                                   | Ungheria                                                                | Amichevole                                                              | -                                                                       |                                                                         |
| Totale                                                                  |                                                                         | Presenze                                                                | 1                                                                       |                                                                         | Reti                                                                    | 0                                                                       |                                                                         |

## Palmarès

### Giocatore/allenatore

#### Club
- Campionato italiano: 1

Juventus: 1925-1926